# Херсонский консервный комбинат
Херсонский консервный комбинат (укр. Херсонський консервний комбінат) — промышленное предприятие в городе Херсон, Украина.

## История

### 1932—1991
В марте 1931 года СНК СССР принял решение о строительстве в Херсоне консервного завода. Строительство предприятия началось в 1932 году в соответствии с первым пятилетним планом развития народного хозяйства СССР в районе посёлка Военное (в 7 км от окраины Херсона).
В сентябре 1932 года две первые производственные линии были введены в эксплуатацию и до конца 1932 года завод выпустил 1 млн банок консервов, в 1933 году был введён в эксплуатацию цех по выпуску овощных консервов (основной продукцией которого являлась икра из кабачков и баклажанов). К 1940 году завод достиг проектной мощности в 70 млн условных банок плодоовощных консервов в год.
В период немецкой оккупации (19 августа 1941 — 13 марта 1943) предпринимались усилия по восстановлению завода для снабжения немецкой армии. При отступлении завод был разрушен немецкими войсками.
Восстановление завода началось вскоре после окончания работ по разминированию местности и уже в 1945 году частично восстановленный завод выпустил первые 14 тыс. банок консервов. После окончания войны завод был значительно расширен, реконструирован и оснащён новой техникой. Производственные процессы были механизированы. В 1952 году объемы производства завода превысили уровень довоенного 1940 года.
По состоянию на начало 1953 года завод производил фаршированный перец, баклажанную и кабачковую икру, голубцы, шпинат-пюре, консервированные огурцы, томатную пасту, томатный сок, овощные маринады, фруктовые компоты и соки, мясные и сало-бобовые консервы, консервированные супы, повидло, джем, халву, а также другие продукты питания. В это время помимо цехов основного производства, на заводе действовали жестянобаночный цех (производивший консервные банки), лакопечатный цех и викельный цех (изготавливавший резиновые кольца для герметизации стеклянных банок). Обеспечение завода сырьём осуществлял крупнейший в области совхоз "Городний Велетень", а также другие хозяйства пяти районов Херсонской области.
В 1962 году Херсонский консервный завод был преобразован в Херсонский консервный комбинат, в состав предприятия были включены два специализированных совхоза Херсонской области.
В дальнейшем, именно Херсонский консервный комбинат вместе со специализированным совхозом «Овощной» впервые в СССР применили комплексную индустриальную технологию выращивания, сбора и переработки томатов.
В 1971 году комбинат был награждён орденом Ленина.
По состоянию на начало 1985 года, предприятие перерабатывало свыше 3 тыс. тонн плодов и овощей в сутки и выпускало до 3,5 млн условных банок консервов в сутки. Основной продукцией предприятия являлись овощные консервы, консервированные фрукты, мясные консервы и халва.
В 1950е — 1990 годы входил в перечень ведущих предприятий города, на балансе предприятия находились несколько объектов социальной инфраструктуры (общежитие, два жилых дома, детский сад, столовая).

### После 1991
После провозглашения независимости Украины комбинат был преобразован в открытое акционерное общество.
В мае 1995 года Кабинет министров Украины включил комбинат в перечень предприятий, подлежащих приватизации в течение 1995 года.